# Deménvölgy
Deménvölgy (szlovákul Demänovská Dolina) község Szlovákiában, a Zsolnai kerület Liptószentmiklósi járásában. A község 5 kisebb településből áll, ezek: Háromforrás, Barlangok, Repiskó, Lúcski és Ragyogó.

## Fekvése
A Liptószentmiklóstól délre, 7 km-re kezdődő Deménfalvi-völgyben több kilométer hosszan elnyúlva fekszik.

## Története
A völgy barlangjait már az ősember is lakta.
A középkorban ércet bányásztak itt, juhászszállások, pásztorkunyhók voltak a területén. Turisztikai fellendülése a barlangok felfedezése és a sízés fellendülése után kezdődött. A barlangokat már 1299-ben is említik, híresek azonban csak 1723-ban, Bél Mátyás leírása után lettek. Összesen 21 km hosszú folyosókból állnak. Területe a trianoni diktátumig Liptó vármegye Liptószentmiklósi járásához tartozott.
A jégbarlangot és az 1921-ben felfedezett Szabadság-cseppkőbarlangot a Béke-barlang köti össze. Deménvölgy községet 1964. augusztus 1-jén hozták létre Deménfalu községből leválasztva, a Deménfalvi-völgy meglevő turistaobjektumaiból létesítve. 

## Népessége
| Év:            | 1994. | 2004.   | 2014.    | 2024.    |
| -------------- | ----- | ------- | -------- | -------- |
| Emberek száma: | 191   | 203     | 292      | 369      |
| Eltérés:       |       | +6,28 % | +43,84 % | +26,36 % |

| Év:            | 2023. | 2024.   |
| -------------- | ----- | ------- |
| Emberek száma: | 361   | 369     |
| Eltérés:       |       | +2,21 % |

2011-ben 285 lakosából 254 szlovák.

## Nevezetességei
- A Szabadság-barlangot 1921-ben fedezték fel, 1924-óta látogatható. A barlangot a Demänovka-patak vize alakította ki – a 8400 m hosszú barlangból 1800 m látogatható. Gazdagon díszítik cseppkövek, barlangi tavak és vízesések. 1993-óta légzőszervi betegségeket is gyógyítanak itt.
- A deménvölgyi jégbarlang évszázadok óta ismert, a Demänovka-patak alakította ki. Az 1880-as évek óta látogatható, majd az 1950-es években nyitották meg újra. A barlang 1750 m hosszú, ebből 650 m látogatható. A barlang alsó részében gyönyörű jégalakzatok láthatók.